# Dave Cobb
Dave Cobb es un productor musical estadounidense conocido por su trabajo con artistas como Chris Stapleton, Brandi Carlile, John Prine, Sturgill Simpson, Jason Isbell, The Highwomen y Rival Sons. Cobb también colaboró con la banda sonora de A Star Is Born de 2018 produciendo el tema "Always Remember Us This Way" para Lady Gaga.

## Biografía
Cobb nació en Savannah (Georgia), el 9 de julio de 1974, en el seno de una familia profundamente religiosa. Con cuatro años comenzó a tomar lecciones de guitarra en la iglesia. 
A mediados de los 90 comienza a trabajar como músico de sesión en Atlanta, al mismo tiempo que se une como guitarrista al grupo The Tender Idols, con quienes publicó tres álbumes, el segundo de los cuales coprodujo él mismo. En los siete años que Cobb permaneció en la banda, estuvo involucrado en los procesos de grabación y comenzó a interesarse por el trabajo de estudio, lo que le llevó a grabar y producir a otras bandas. [5] En 2004 se trasladó a Los Ángeles donde colaboró con el músico Shooter Jennings. En 2005 , Cobb y Jennings grabaron juntos el álbum Put the "O" Back in Country. En 2009, gracias a su conexión profesional con Jennings, Cobb produjo el disco The Boys Are Back de los Oak Ridge Boys, alentando a la banda a grabar versiones de canciones de The White Stripes, Neil Young y John Lee Hooker.
En 2011 se mudó a Nashville (Tennessee), allí conoció al cantautor Anderson East en el legendario Bluebird Cafe. Cobb produjo para East el disco, Delilah, que fue grabado en los estudios FAME de Muscle Shoals del norte de Alabama. En 2011 produjo para Jamey Johnson, The Guitar Song, el álbum fue certificado disco de oro y le valió a Cobb su primera nominación a los Premios Grammy. En 2013, comenzó a trabajar en la producción de Early Morning Shakes, el tercer álbum de estudio de Whiskey Myers, una banda de country rock de Texas. El disco fue lanzado el 4 de febrero de 2014. En 2013 comienza a colaborar con Jason Isbell, para quien produce Southeastern, publicado en 2013, Something More Than Free, de 2015 y The Nashville Sound, en 2017, álbum con el que gana el Premio Grammy en la categoría de Mejor álbum de americana. Cobb dirige Low Country Sound, un sello subsidiario de Elektra Records, que tiene un acuerdo de distribución con Atlantic Records. El proyecto debut de Low Country Sound fue el disco Delilah de Anderson East.
En 2016, Cobb produjo y curó el álbum colaborativo Southern Family. El disco, que se caracteriza por ser un álbum conceptual, se centra en temas relacionados con los valores familiares y la vida en el sur de Estados Unidos. Contiene contribuciones de canciones de Zac Brown, Anderson East, Jason Isbell, Shooter Jennings, Jamey Johnson, Miranda Lambert, Morgane y Chris Stapleton, entre otros. Fue lanzado oficialmente el 18 de marzo de 2016.
En julio de 2016, Cobb comenzó una residencia a largo plazo en el RCA Studio A, ubicado en el Music Row de Nashville. El título del álbum de Chris Stapleton de 2017 From A Room: Vol. 1, galardonado con múltiples premios, entre ellos el Grammy al mejor álbum country, hace referencia al estudio de grabación, al igual que el álbum de The Oak Ridge Boys de 2018, 17th Avenue Revival, en referencia a la ubicación del estudio en 17th Avenue en Nashville. 
En 2018 produjo el álbum By the Way, I Forgive You, de Brandi Carlile, que fue publicado el 16 de febrero. El álbum incluía el sencillo "The Joke", del que Cobb fue coautor y que fue galardonado con el Grammy a la mejor canción de Americana en 2019. El álbum, además ganó un Premio Grammy al Mejor Álbum Americana y fue nominado para Álbum del Año.
Cobb produjo el octavo álbum de Gavin DeGraw titulado Face the River, que fue publicado el 20 de mayo de 2022.